# Lista de prefeitos de Vitor Meireles (Santa Catarina)
Esta é a lista de prefeitos do município de Vitor Meireles (Santa Catarina), estado brasileiro de Santa Catarina.
| N° | Prefeito              | Imagem                | Partido                                          | Início do mandato      | Fim do mandato                           | Observações                            |
| -- | --------------------- | --------------------- | ------------------------------------------------ | ---------------------- | ---------------------------------------- | -------------------------------------- |
| 1  | Aldo Schneider        |                       | Partido do Movimento Democrático Brasileiro PMDB | 29 de abril de 1989    | 31 de dezembro de 1992                   | Prefeito eleito em sufrágio universal. |
| 2  | Pedro Fossa           |                       | Partido Democrático Social PDS                   | 1° de janeiro de 1993  | 31 de dezembro de 1996                   | Prefeito eleito em sufrágio universal. |
| 3  | Aldo Schneider        |                       | Partido do Movimento Democrático Brasileiro PMDB | 1° de janeiro de 1997  | 31 de dezembro de 2000                   | Prefeito eleito em sufrágio universal. |
| 3  | Aldo Schneider        | 1° de janeiro de 2001 | Partido do Movimento Democrático Brasileiro PMDB | 31 de dezembro de 2004 | Prefeito reeleito em sufrágio universal. |                                        |
| 4  | Lourival Lunelli      |                       | Partido do Movimento Democrático Brasileiro PMDB | 1° de janeiro de 2005  | 31 de dezembro de 2008                   | Prefeito eleito em sufrágio universal. |
| 5  | Ivanor Boing          |                       | Partido dos Trabalhadores PT                     | 1° de janeiro de 2009  | 31 de dezembro de 2012                   | Prefeito eleito em sufrágio universal. |
| 6  | Lourival Lunelli      |                       | Partido do Movimento Democrático Brasileiro PMDB | 1° de janeiro de 2013  | 31 de dezembro de 2016                   | Prefeito eleito em sufrágio universal. |
| 7  | Bento Francisco Silvy |                       | Partido Progressista PP                          | 1° de janeiro de 2017  | 31 de dezembro de 2020                   | Prefeito eleito em sufrágio universal. |
| 7  | Bento Francisco Silvy | 1° de janeiro de 2021 | Partido Progressista PP                          | 31 de dezembro de 2024 | Prefeito reeleito em sufrágio universal. |                                        |
| 8  | Marcelo Darolt        |                       | Partido Liberal PL                               | 1° de janeiro de 2025  | Atualidade                               | Prefeito eleito em sufrágio universal. |